# 南澎列岛
南澎列岛，是粤东南澳岛东南21公里海域的一系列岛屿的统称，由赤仔屿、顶澎岛、旗尾岛、中澎岛、南澎岛、芹澎岛六岛组成，因其中四岛以“澎”字命名，别称四澎列岛，又因“一浪能盖全岛”，有“浪花岛”之称。南澎列岛为无居民海岛，现被列为国家级自然保护区。

## 地理
南澎列岛呈北-东向排列，长约14公里，岛屿总面积约0.9平方公里，1996年，中国政府发布关于领海范围的声明，南澎列岛有两个中国领海基点。
- 赤仔屿：又名屿仔，在南澎列岛东部，面积0.019平方公里，是广东省最东端。
- 顶澎岛：又名鸭仔屿，曾名东澎岛，在南澎列岛北部，面积0.1平方公里。
- 旗尾岛：在南澎列岛中部，面积0.008平方公里，为南澎列岛最小岛。
- 中澎岛：在南澎列岛中部，南北长1公里，宽0.6公里，面积0.47平方公里，为南澎列岛最大岛，海拔51米。
- 南澎岛：又名大澎、南澎高岛，在南澎列岛南部，面积0.37平方公里。海拔68.8米，为南澎列岛的最高点。
- 芹澎岛：又名北大礁，在南澎列岛南部，面积0.012平方公里。

为方便往来船只，南澎岛上设有南澎灯塔，顶澎岛、芹澎岛和赤仔屿上设有渔业灯桩。

## 历史
南澎列岛一带历史上曾是天然的优良渔场，盛产鱿鱼、紫菜，南澳渔民曾有“过清明，争出澎”的传统，即每年夏季前往南澎驻扎，夜钓鱿鱼，日间晾晒。相传郑成功率水师在南澳海域演练时，曾于中澎岛挖井取淡水，该井被过往渔民称为“国姓井”。
清同治十三年（1874年），英国保险机构“万国公司”在南澎岛建灯塔和生活建筑“万国楼”，1874年建成，灯塔身高19.3米，直径约4米，为当时闽粤海域塔身最高、射程最远的灯塔之一，于1940年代后毁于战火。1938年，日军占领南澎岛，直至抗战胜利后撤退。南澎列岛之战后，南澎岛作为东南海防前哨，常年由驻军哨兵把守。1992年，南澎列岛海防连被授予“南澎守备模范连”称号。2011年，“解放南澎革命烈士群雕”在南澎岛揭幕。
1999年，南澳县人民政府将南澎列岛、勒门列岛及其附近海域辟为“南澎—勒门列岛自然保护区”，2003年，升格为“南澎列岛海洋生态省级自然保护区”，2012年，升格为“广东南澎列岛国家级自然保护区”。2015年12月，被列入中国国际重要湿地名录。